# Sermón del Areópago

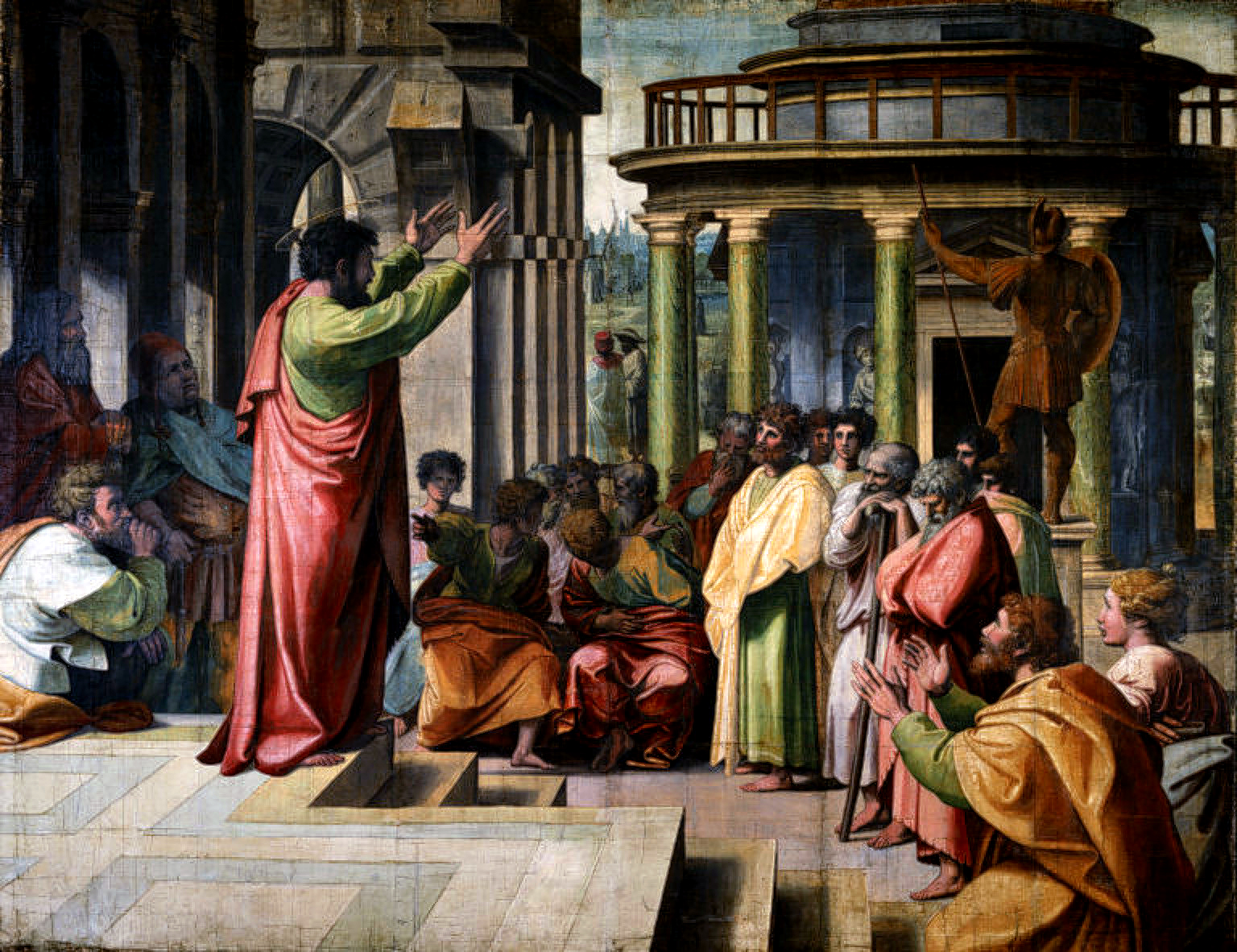
San Pablo pronunciando el Sermón del Areópago en Atenas, por Rafael, 1515.

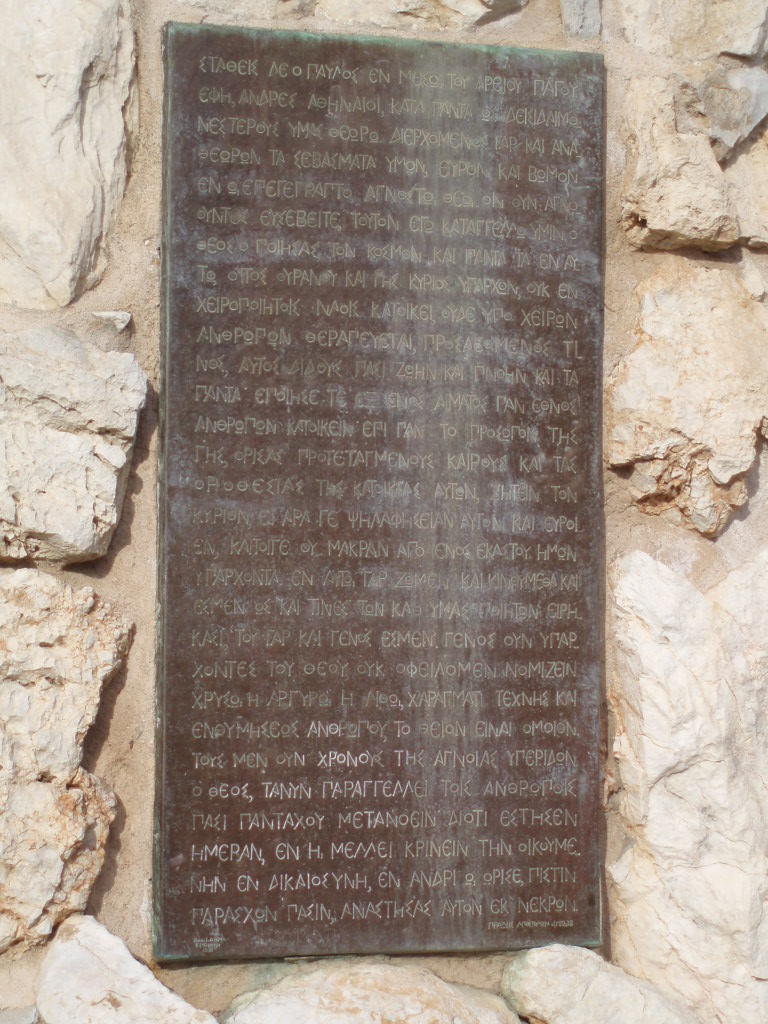
Placa grabada que contiene el sermón del apóstol Pablo, en el Areópago, Atenas, Grecia.

El sermón del Areópago se refiere a un sermón pronunciado por el apóstol Pablo en Atenas, en el Areópago, y relatado en Hechos 17:16-34. El sermón del Areópago es el discurso más dramático y del que más información se tiene de la carrera misionera de San Pablo y siguió a un discurso más breve en Listra registrado en 14:15-17.

## Historia
Pablo había encontrado conflictos como resultado de su predicación en Tesalónica y Berea en el norte de Grecia y había sido llevado a Atenas como lugar seguro. Según los Hechos de los Apóstoles, mientras esperaba la llegada de sus compañeros Silas y Timoteo, Pablo se afligió al ver Atenas llena de ídolos. El comentarista John Gill señaló:

su alma se turbó y su corazón se entristeció, ...estaba exasperado y provocado hasta el último grado: estaba en un paroxismo; su corazón estaba caliente dentro de él; tenía un fuego ardiente en los huesos, y estaba cansado de soportar, y no podía quedarse; su celo quería desahogo, y se lo dio. 

Así que Pablo fue a la sinagoga y al Ágora (en  griego ἐν τῇ ἀγορᾷ), "en el mercado") en varias ocasiones ('diariamente'), para predicar sobre la Resurrección de Jesús.
Algunos griegos le llevaron entonces a una reunión en el Areópago, el tribunal supremo de Atenas, para que se explicara. El Areópago significaba literalmente la roca de Ares en la ciudad y era un centro de templos, instalaciones culturales y un alto tribunal. Se conjetura por Robert Paul Seesengood que puede haber sido ilegal para predicar un extranjero deidad en Atenas, que por lo tanto habría hecho el sermón de Pablo una combinación de una "conferencia de invitados" y un juicio.
El sermón aborda cinco temas principales:
- Introducción: Discusión de la ignorancia del culto pagano (versículos 23-24).
- El único Dios Creador como objeto de culto (25-26)

La relación de Dios con la humanidad (26-27)
- Los ídolos de oro, plata y piedra como objetos de falso culto (28-29)
- Conclusión: Es hora de acabar con la ignorancia (30-31)

Este sermón ilustra los comienzos de los intentos de explicar la naturaleza de Cristo y un primer paso en el camino que condujo al desarrollo de la Cristología.
Pablo comienza su discurso haciendo hincapié en la necesidad de conocer a Dios, en lugar de adorar al desconocido:

Mientras caminaba y observaba cuidadosamente vuestros objetos de culto, encontré incluso un altar con esta inscripción A UN DIOS DESCONOCIDO. Así que ignoráis lo mismo que adoráis, y esto es lo que voy a proclamaros.

En su sermón, Pablo cita a ciertos filósofos y poetas griegos, concretamente en Libro de los Hechos.  Alude a pasajes de Epiménides y de Arato o Cleantes.
A continuación, Pablo explicó conceptos como la resurrección de los muertos y la salvación, en realidad un preludio a las futuras discusiones sobre cristología.
Tras el sermón, varias personas se convirtieron en seguidores de Pablo. Entre ellos, una mujer llamada Damaris, y Dionisio, miembro del Areópago (no confundir con Pseudo-Dionisio Areopagita o Saint Denis, primer obispo de París).
En el siglo XX, el Papa Juan Pablo II comparó los medios de comunicación modernos con el Nuevo Areópago, donde las ideas cristianas necesitaban ser explicadas y defendidas de nuevo, contra la incredulidad y los ídolos de oro y plata.